# 田中日佐夫
田中 日佐夫（たなか ひさお、1932年2月7日 - 2009年5月15日）は、日本の美術史学者。専門は日本美術史。成城大学名誉教授。

## 来歴
岡山県岡山市生まれ。香里高等学校、同志社大学短期大学部英語科卒業後、立命館大学文学部史学科に編入した後、立命館大学大学院文学研究科日本史学専攻修士課程修了。龍村織物美術研究所、滋賀県教育委員会文化財保護課に勤務。その後、1972年に成城大学文芸学部助教授、1979年に教授となる。1984年『日本画　繚乱の季節』でサントリー学芸賞受賞。1988年『竹内栖鳳』で芸術選奨文部大臣賞受賞。1994年秋田県立近代美術館館長に就任。1999年紫綬褒章受章。2003年成城大を定年退任、名誉教授。2004年、旭日小綬章。2005年に秋田県文化功労者として表彰を受ける。
2009年5月15日、S状結腸癌のため死去。

## 著書
- 『二上山』（学生社、1967）
- 『飛鳥路』 平凡社、1969
- 『近江古寺風土記』 学生社 1973
- 『日本美の構造』 講談社現代新書 1975
- 『斑鳩の道』 駸々堂出版 1977
- 『日本美術の演出者 パトロンの系譜』（駸々堂出版、1981）
- 『美術品移動史 近代日本のコレクターたち』（日本経済新聞社、1981）
- 『日本画繚乱の季節』（美術公論社、1983）
- 『巨匠たちの原風景 新潮選書』 1984
- 『日本の戦争画 その系譜と特質』 ぺりかん社 1985
- 『日本美の歳時記』 駸々堂出版 1985
- 『竹内栖鳳』（岩波書店、1988）
- 『仏像のある風景 序説・古代美術の構造』（駸々堂出版、1989）
- 『日本の美術 心と造形』 吉川弘文館 1995
- 『日本美の心象風景』 吉川弘文館 1995
- 『現代の美術コレクター 美術館をつくった人々』 日本経済新聞社 1995
- 『画人・小松均の生涯 やさしき地主神の姿』 東方出版 1996
- 『海を渡り世紀を超えた竹内栖鳳とその弟子たち』 田中修二共著 ロータスプラン 2002.5
- 『山の辺の道・飛鳥路』 学生社 2007